# Polyrhachis nigriceps
Polyrhachis nigriceps é uma espécie de formiga do gênero Polyrhachis, pertencente à subfamília Formicinae.